# Alekséi Barkalov
Alekséi Stepánovich Barkalov (en ruso: Алексей Степанович Баркалов; Vvedenka, 18 de febrero de 1946 - Kiev, 9 de septiembre de 2004) fue un jugador de waterpolo de la Unión Soviética.

## Biografía
Barkalov nació en el pueblo de Vvedenka cerca de Járkov y se graduó en el Instituto Politécnico de Járkov. Antes de elegir el waterpolo, jugó al baloncesto para el equipo de la ciudad de Járkov, así como al fútbol. Desde 1957 compitió en waterpolo para el Dinamo de Járkov y en 1971 cambió al Dinamo de Kiev. Desde 1976 actuó como jugador y entrenador del Dinamo de Kiev. Después de retirarse en 1980 se convirtió en el entrenador en jefe del Equipo Juvenil de Waterpolo de Ucrania. Entre 1990 y 1994 trabajó en Yugoslavia, entrenando al club de waterpolo de Novi Sad. Luego regresó a Ucrania y de 1997 a 1999 actuó como Presidente de la Federación de Waterpolo de Ucrania. Recibió los siguientes premios: Orden de la Amistad, Orden al Mérito por la Patria (3ª clase) y Orden al Mérito (Ucrania).
Barkalov se casó con Lyudmila Khazieva, una nadadora de competición que ganó una medalla de bronce en Europa en 1966. Su único hijo, Dmitri, también compitió en waterpolo, pero más tarde siguió una carrera en el mundo de los negocios. Trágicamente, Dmitri murió en 2001 a la edad de 32 años. Esta pérdida afectó profundamente a Barkalov, y falleció tres años después debido a un ataque cardíaco.

## Títulos
Como jugador de la selección de la Unión Soviética:
- Oro en los Juegos Olímpicos de Moscú 1980
- Oro en los Juegos Olímpicos de Múnich 1972
- Plata en los Juegos Olímpicos de México 1968